# Balogh Margit (történész)
Balogh Margit (Székesfehérvár, 1961. szeptember 17. –) magyar történész, az MTA doktora, a történelemtudományok kandidátusa. Fő kutatási területe a 20. századi egyháztörténet, különös tekintettel a katolikus szociális mozgalmakra, az 1945 utáni egyházpolitika, a katolikus püspöki kar működése.

## Élete
Egyetemi tanulmányait az Eötvös Loránd Tudományegyetemen végezte el, történelem-magyar nyelv és irodalom szakon, 1985-ben. 1988-ban egyetemi doktori, majd 1991-ben kandidátusi fokozatot szerzett, a A KALOT története 1935–1946. című tanulmányával.
2020-ban az MTA doktori címét nyerte el Mindszenty Józsefről írt monográfiájával.

### Munkahelyei, beosztásai
- Eötvös Loránd Tudományegyetem, Budapest (1985–1991) Bölcsészettudományi Kar, MTA tudományos továbbképzési ösztöndíjas (1985–1988), Természettudományi Kar, tanársegéd (1988–1990), adjunktus (1991. szeptember)
- MTA Történettudományi Intézete (1991. szeptember–2011) tudományos főmunkatárs (1991–)
- Az MTA elnöke mellett felállított Stratégiai Kutatási Programiroda vezetője (1998–2001)
- MTA Társadalomkutató Központ (2001–2011) igazgatóhelyettes (2001. augusztus–2002. május), mb. igazgató (2002. június–2002. december), igazgató (2003–2011)
- MTA Bölcsészettudományi Kutatóközpont Történettudományi Intézet, tudományos főmunkatárs (2012–)

### Díjai, kitüntetései
- Akadémiai Ifjúsági Díj (1996)
- „Emberi méltóság – női méltóság” díj (2000)

## Tudományos munkája
Elsődleges kutatási területe a 20. századi magyar egyháztörténet, különös tekintettel a katolikus szociális mozgalmakra (kifejezetten a KALOT működésére, valamint az 1945 utáni egyházpolitika, azon belül is katolikus püspöki kar működése. Legjelentősebbnek tekinthető munkája Mindszenty József bíboros életének kutatása, illetve az ebből készült több, mint 1500 oldalas monográfia, amellyel Somorjai Ádám, Mészáros István és Fejérdy András mellett az egyik legnagyobb hatású magyar Mindszenty-kutatónak tekinthető. Szakmai vezetésével zajlott az elmúlt évtized talán legnagyobb szabású egyháztörténeti kutatóprojektje, amely a 19-20. századi Magyarország zsinatainak és katolikus nagygyűléseik történetét tárta fel.

## Legjelentősebb publikációi
- A KALOT és a katolikus társadalompolitika, 1935–1946. Bp., MTA Történettudományi Intézete, 1998. 235. [Társadalom és művelődéstörténeti tanulmányok, 23.]
- Mindszenty József, 1892–1975. Bp., Elektra Kiadóház, 2002. 360. [Élet-kép sorozat]
- A Grősz-per. Bp., Kossuth Könyvkiadó, 2002. 313. [Híres politikai perek] [Társszerző: Szabó Csaba.]
- Rendszerváltás és egyházak. In: Magyar tudománytár. 4. köt. Társadalom, politika, jogrend. Szerk. Kulcsár Kálmán, Bayer József. Bp., MTA Társadalomkutató Központ–Kossuth Kiadó, 2003. 227–243.
- Állam, egyházak, vallásgyakorlás Magyarországon, 1790–2005. 1. köt. 1790–1944. Bp., História–MTA Történettudományi Intézete, 2005. 776. [História könyvtár. Okmánytárak 2.]
- A magyar katolikus püspöki kar tanácskozásai 1949–1965 között. Dokumentumok. 1. köt.: 1949–1955. Összeáll. Balogh Margit. Bp.–Szeged, Magyar Egyháztörténeti Enciklopédia Munkaközösség–Historia Ecclesiastica Hungarica Alapítvány–Szeged-csanádi Püspökség, 2008. 702.
- A magyar katolikus püspöki kar tanácskozásai 1949–1965 között. Dokumentumok. 2. köt.: 1956–1965. Összeáll. Balogh Margit. Bp.–Szeged, Magyar Egyháztörténeti Enciklopédia Munkaközösség–Historia Ecclesiastica Hungarica Alapítvány–Szeged-csanádi Püspökség, 2008. 772.
- Mindszenty József I-II. Bölcsészettudományi Kutatóközpont. 2020. 1570.ű
- További közleményei elérhetőek a Magyar Tudományos Művek Tárában

## Scientometriás adatok
- Közlemények száma: 247
- Idézettség: 1735 (független: 1657)
- Hirsch-index: 16